# Taras Mychalyk
Taras Wolodymyrowytsch Mychalyk (ukrainisch Тарас Володимирович Михалик; * 28. Oktober 1983 in Ljubeschiw, Oblast Wolyn) ist ein ukrainischer Fußballspieler.

## Karriere
Im Alter von 18 Jahren schloss sich Mychalyk dem ukrainischen Zweitligaverein FK ZSKA Kiew an. In seinen vier Jahren dort, war er die größte Zeit Stammspieler und erzielte in 89 Spielen zehn Tore. 2005 wurde er von Dynamo Kiew unter Vertrag genommen, spielte aber zunächst leihweise für ein halbes Jahr bei FC Hoverla-Zakarpattya Uschhorod. Nach seiner Rückkehr im Januar 2006 schaffte er unter Coach Anatoliy Demyanenko nicht den endgültigen Durchbruch in die Startelf und spielte gelegentlich als defensiver Mittelfeldspieler.
Am 10. Juli 2007 verhalf er seinem Team mit zwei Toren zum ukrainischen Supercup, den Dynamo Kiew letztlich im Elfmeterschießen gewann.
Als Kiew 2007 mit Juri Pawlowitsch Sjomin einen neuen Coach bekam, etablierte sich Mychalyk zunehmend als Stammspieler in der Innenverteidigung. Im Wintertransferfenster 2009 wurde der Abwehrchef mit einem Wechsel zum AC Mailand in Verbindung gebracht. Letztlich verlängerte Mychalyk seinen eigentlich zum Sommer 2010 auslaufenden Vertrag bis 2013. Im April 2009 zog er sich eine Meniskusverletzung zu, die ihn für ein halbes Jahr außer Gefecht setzen wird.
Im August 2006 spielte er beim 6:0-Erfolg über Aserbaidschan das erste Mal für die ukrainische A-Nationalmannschaft. Außerdem nahm er mit der U-21-Auswahl seines Landes an der U-21-Europameisterschaft 2006 teil, wo er mit seinem Team als Stammspieler das Finale erreichte, das man 0:3 gegen die Niederlande verlor.

## Erfolge
- Ukrainische Meisterschaft: 2007
- Ukrainischer Pokal: 2006, 2007
- Ukrainischer Superpokal: 2006, 2007
- U-21-Vize-Europameister: 2006
- Russischer Meister: 2018